# Venera de Platania
Venera de Platania, Venera de Galia o Venera de Acireale (también Santa Veneria, Venerada, Venerina o Parasceve), es una mártir cristiana del siglo II, venerada como santa por la iglesia católica y romana. Además su vida se encuentra en el anonimato, ya que de ella solo se saben leyendas inciertas. La fecha de su muerte se sitúa tradicionalmente como el 26 de julio del año 143 d. C. 
En el Catalogo Sanctorum, escrito por Petrus de Natalibus entre los años 1369 y 1372, se menciona en el capítulo 61 a una virgen mártir llamada Veneranda. Según este texto, Veneranda nació en la Galia durante el siglo II y sufrió martirio en Roma bajo el reinado del emperador Antonino Pío (138-161 d. C.).

## Trasfondo y Leyenda
Según una versión de su leyenda afirma que cuando era niña, Venera estudió el Evangelio con dedicación, dejando su hogar en la Galia para convertirse en misionera. Viajó hasta Grotte, en Sicilia, donde se dedicó a predicar, viviendo en una cueva cercana al lugar que hoy corresponde al Corso Garibaldi. Entre los locales y enfermos se hizo muy querida, debido a la dedicación que ella daba en sus cuidados. Se dice que sus visitas dejaban tras de sí un fragante aroma a rosas.  
Sin embargo, por circunstancias desconocidas fue secuestrada y llevada a Acireale, donde fue sometida a torturas, entre ellas ser hervida en aceite caliente, de donde emergió con una belleza mas resplandeciente. Finalmente fue decapitaron y su cuerpo fue colocado en la catacumba de Santa Domitila.
Según otra versión de su leyenda sostiene que ella descendía de alta cuna, ya que sus padres eran dos nobles cristianos llamados Agatho (Agatone) e Hippolyte (Ippolita). Cuando nació, su madre quiso llamarla Venera, pero su padre, no queriendo crear asociaciones u otra conexión con la diosa Venus, opto cambiarlo por Veneranda, una traducción latina aproximada del nombre griego Paraskevi ("Viernes", literalmente "Preparación").
Venera o Veneranda desde niña estudió las Escrituras y las biografías y leyendas épicas de los mártires. Cuando sus padres fallecieron, se dedicó a ayudar a los pobres y a los enfermos. Distribuyendo su riqueza por toda Sicilia. Predicando también en Italia continental, en Calabria y Campania.
La leyenda afirma que cuando iba de camino a Roma cuando fue arrestada por el prefecto romano Antonio, quien intentó obligarla a renunciar a su fe con tentaciones y una oferta de matrimonio, luego a base de torturas la obligo a abandonar su fe. Bajo las órdenes de Antonio, fue obligada a usar un casco de hierro al rojo vivo, crucificada y aplastada con un pesado bloque de arenisca sobre su pecho. Sin embargo, milagrosamente sobrevivió a todas estas pruebas, y durante su sufrimiento logró convertir a los hombres encargados de torturarla al cristianismo.
Frustrado por su resistencia, el prefecto mandó que Venera fuese sumergida en un caldero con aceite y azufre hirviendo durante siete días. Contra toda expectativa, emergió completamente ilesa. Al presenciar este hecho, el prefecto, incrédulo, le preguntó si utilizaba magia para protegerse. Venera, con calma, le sugirió acercarse al caldero para comprobarlo él mismo, pero Antonio se negó.
Entonces, Venera tomó un puñado de azufre y aceite ardiente y lo lanzó al rostro del prefecto, dejándolo ciego. Este evento lo llevó a reflexionar, y, finalmente, Antonio liberó a Venera y se convirtió al cristianismo, impresionado por su fe y milagros.
Venera luego convirtió a muchos en toda la Magna Grecia y atrajo la atención de un gobernante llamado Themius o Theotimus (Temio, Teotimo), quien también somete a Venera a torturas, incluidas las que se dice que sufrió Santa Águeda: la amputación de uno de sus cenos. Venera al igual que Santa Margarita de Antioquia, también venció a un dragón. Posteriormente también Temio se convirtió al cristianismo. Venera luego viajó a la Galia, y finalmente fue decapitada donde soportar una vez más torturas bajo un prefecto llamado Asclepio. Antes de morir, Venera hizo caer ante sus cimientos un templo dedicado a Apolo recitando una oración. Tras su decapitación su cuerpo quedó expuesto a los elementos pero permaneció milagrosamente intacto.

## Veneración

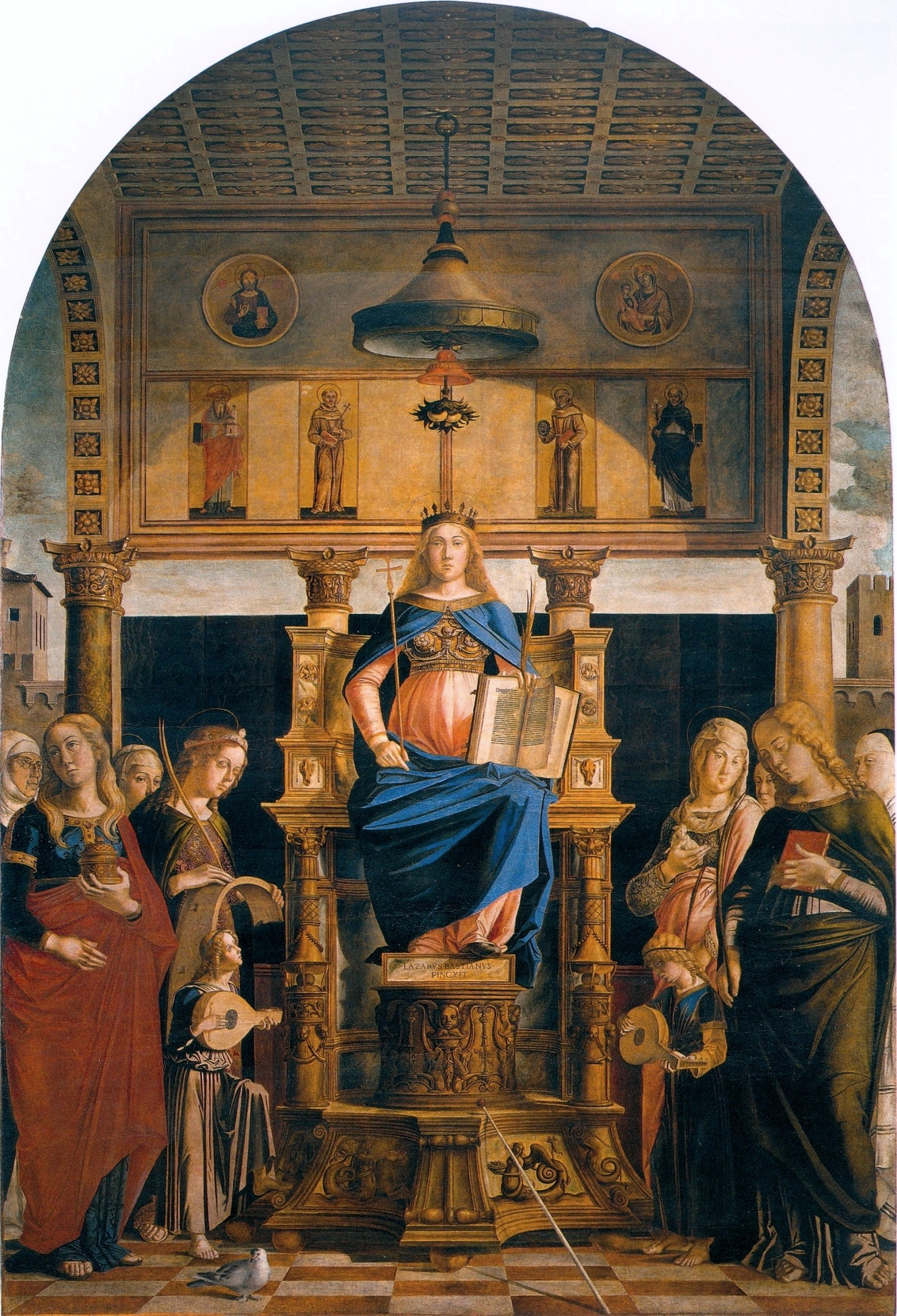
Santa Veneranda entronizada, de Lazzaro Bastiani, entre 1470 y 1475.

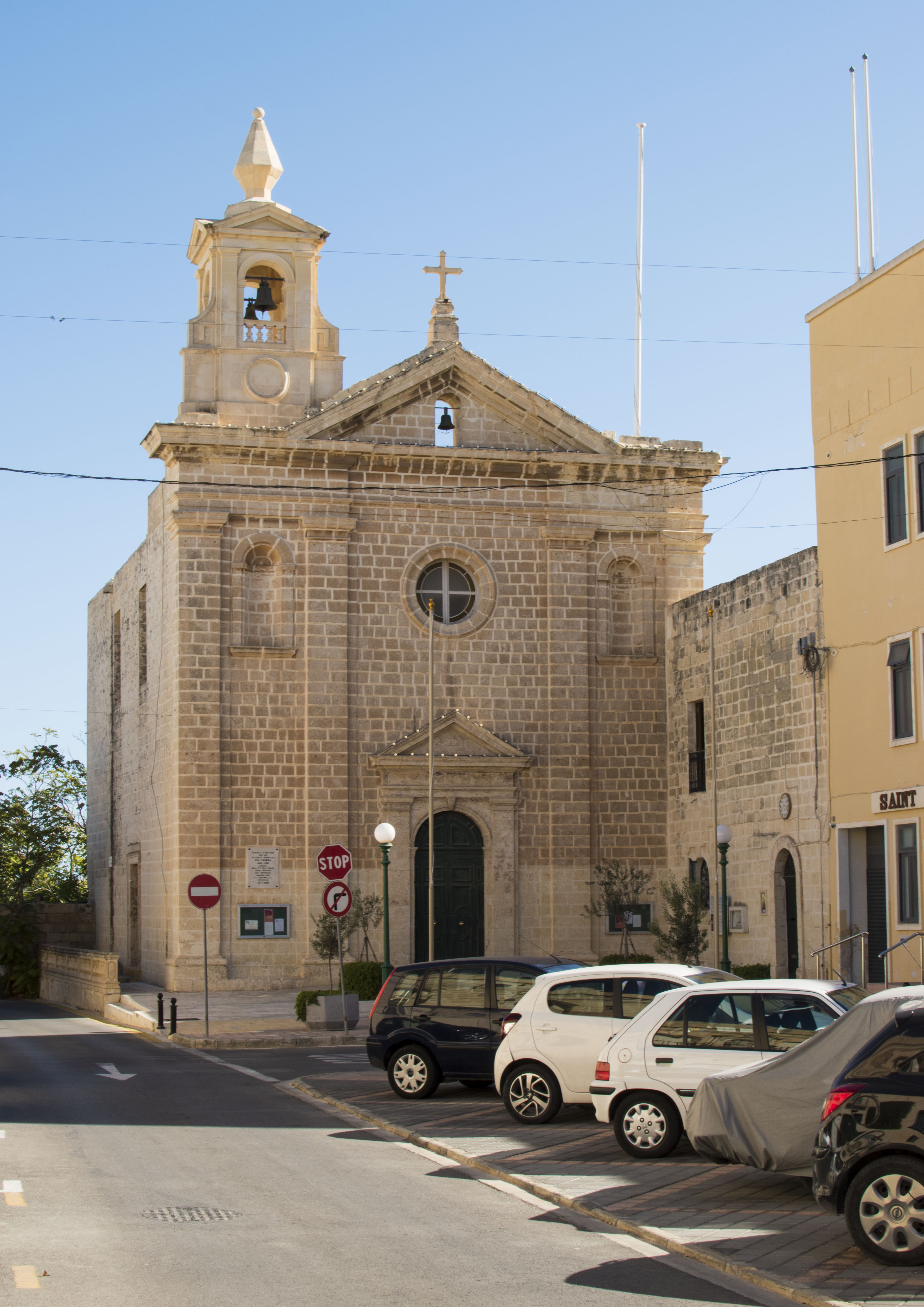
La antigua iglesia parroquial de Santa Venera, Malta

Después de su martirio en la Galia, se dice que los cristianos transportaron su cuerpo a Ascoli Piceno, donde fue venerado hasta el siglo IV, y luego llevado por un sacerdote llamado Anthimus (Antimo) a Roma el 14 de noviembre. A finales de la Edad Media, las reliquias fueron recuperadas por Acireale, pero las reliquias asociadas con Venera se distribuyeron por Sicilia e Italia. 
A principios del siglo XVII, el culto a Venera floreció, cuando las reliquias de la santa fueron trasladadas desde la Iglesia de Jesús y María a la Catedral de Acireale .  En 1668, la Sagrada Congregación de Ritos aprobó oficialmente su culto. 
Los registros de la basílica de Santa María en Pugliano en Ercolano indican que el Papa Alejandro VII donó reliquias asociadas con Veneranda y un San Máximo en el siglo XVII al Procurador General de los Carmelitas en Roma. Estas fueron luego entregadas al Padre Simone dello Spirito Santo, del convento carmelita de Torre del Greco, cerca de Ercolano, estableciendo la popularidad de Veneranda y la difusión de su culto en el área de Ercolano.
La ciudad de Ercolano tiene dos iglesias dedicadas a Veneranda, y una pintura dedicada a ella en la ciudad muestra su nombre en griego como Aghia Paraskebe (Santa Paraskevi), lo que atestigua una identificación de Veneranda con la mártir Paraskevi de Roma, celebrada el 26 de julio.
Venera o Veneranda es la patrona de la ciudad maltesa de Santa Venera. La relación del santo con esta ciudad está en duda. Como afirma una fuente: "Se dice que Santa Venera es un lugar de gran antigüedad, incluso anterior al origen de su nombre. Algunos afirman que, en realidad, nunca existió una santa cristiana llamada Venera y que el nombre es simplemente una variante de venere, la forma italiana de Venus, la diosa del amor. Según esta hipótesis, en este sitio habría estado ubicada la antigua ciudad montañosa de Afrodisia, y la iglesia de Santa Venera sería, en su origen, un templo dedicado a Afrodita, construido unos setecientos años antes de que el cristianismo tuviera mártires".
Santa Veneranda es la patrona de la ciudad de Avola y  Arbëresh deCarfizzi en Calabria, Italia.